# Bunium afghanicum
Bunium afghanicum là một loài thực vật có hoa trong họ Hoa tán. Loài này được Beauverd mô tả khoa học đầu tiên năm 1929.